# Roulement mécanique
 (février 2023).
Pour les articles homonymes, voir bille et roulement.
En mécanique, un roulement est un dispositif destiné à guider un assemblage en rotation, c'est-à-dire à permettre à une pièce de tourner par rapport à une autre selon un axe de rotation défini. Le roulement est donc un palier. Par rapport aux paliers lisses, le roulement permet d'avoir une très faible résistance au pivotement tout en supportant des efforts importants. Nous pouvons en trouver dans les machines à café, les skateboards, les trottinettes, les voitures…
Le premier roulement mécanique connu date du Ier siècle. Il servait au fonctionnement de la cenatio rotunda,.

Exemple de roulement mécanique en mouvement. Les deux points rouges se déplacent en sens contraire. Le but étant de provoquer un mouvement de rotation relative des deux anneaux (ici l'anneau intérieur tourne et l'anneau extérieur est fixe)

## Histoire et usages dans l'histoire
Le premier roulement naturel observable et pouvant donner des idées est celui de rochers et pierres, le plus flagrant est celui des boules de neige dans les avalanches.

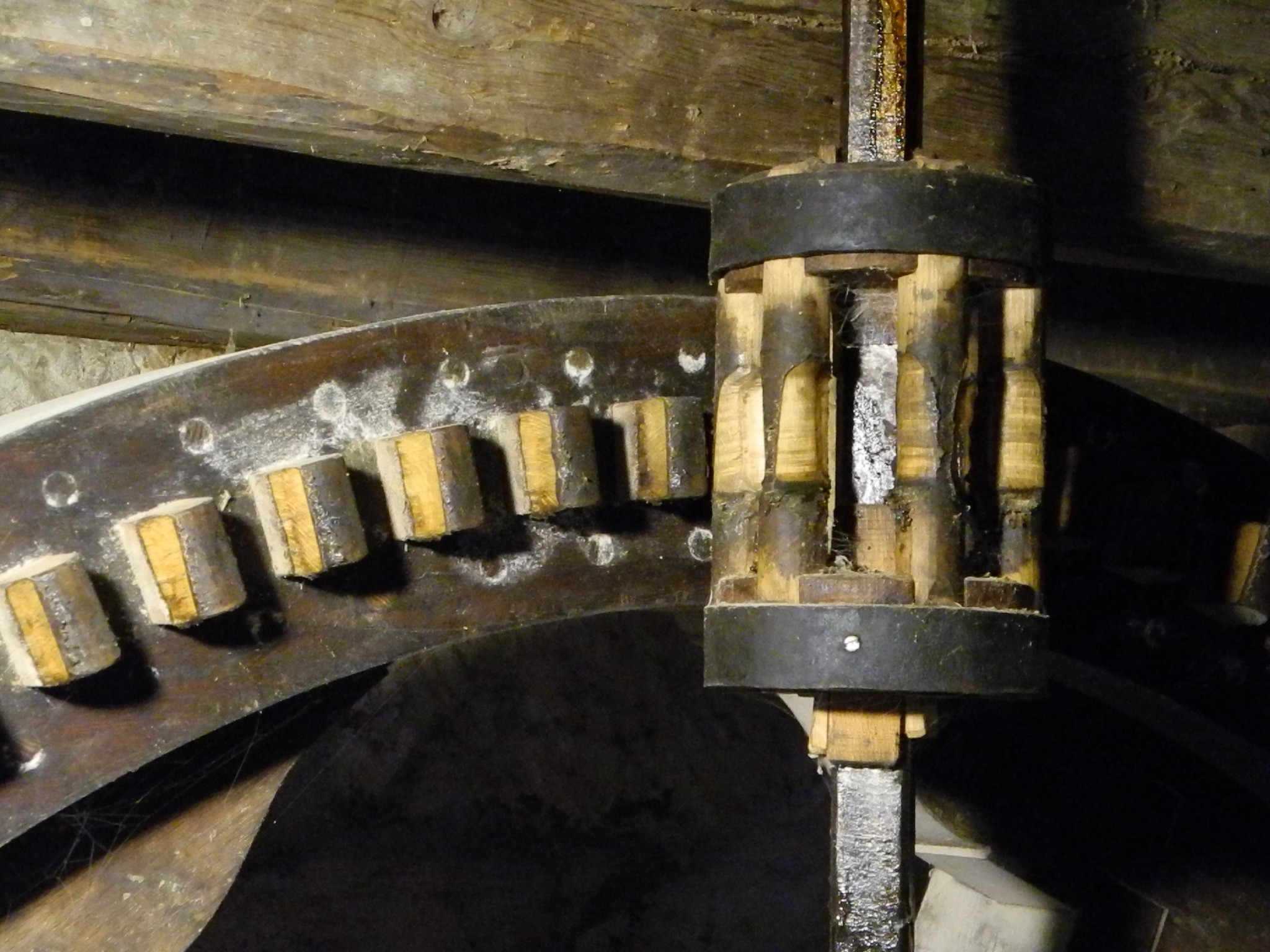
Entrainement de l'arbre de la meule d'un moulin à farine en 1575.

Les premiers roulements mécaniques avec des boules roulantes connus datent du Ier siècle. Un roulement servait à la relation cosmique du lieu de vie de la cenatio rotunda,. D'autres roulements constitués de sphères percées d'un axe tenu par des équerres, ont été retrouvés sur les Navires de Nemi.
Le roulement mécanique va de pair avec l'engrenage au moment de la créativité ingénieuse de la Renaissance. Ainsi Léonard de Vinci est réputé pour ses inventions sur le papier, et d'autres inventeurs sont plus pragmatiques pour la mise en place de systèmes à roulement pour des machines servant à bâtir, à remonter un escalier-levis assurant la sécurité des habitants au premier étage, à meuler, etc.

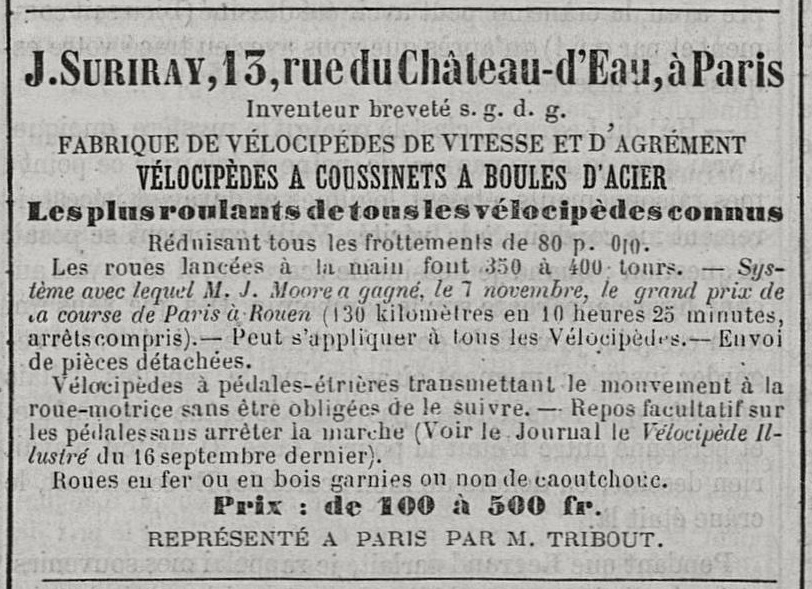
Jules-Pierre Suriray dépose en 1869 un brevet de roulement mécanique pour vélocipède.

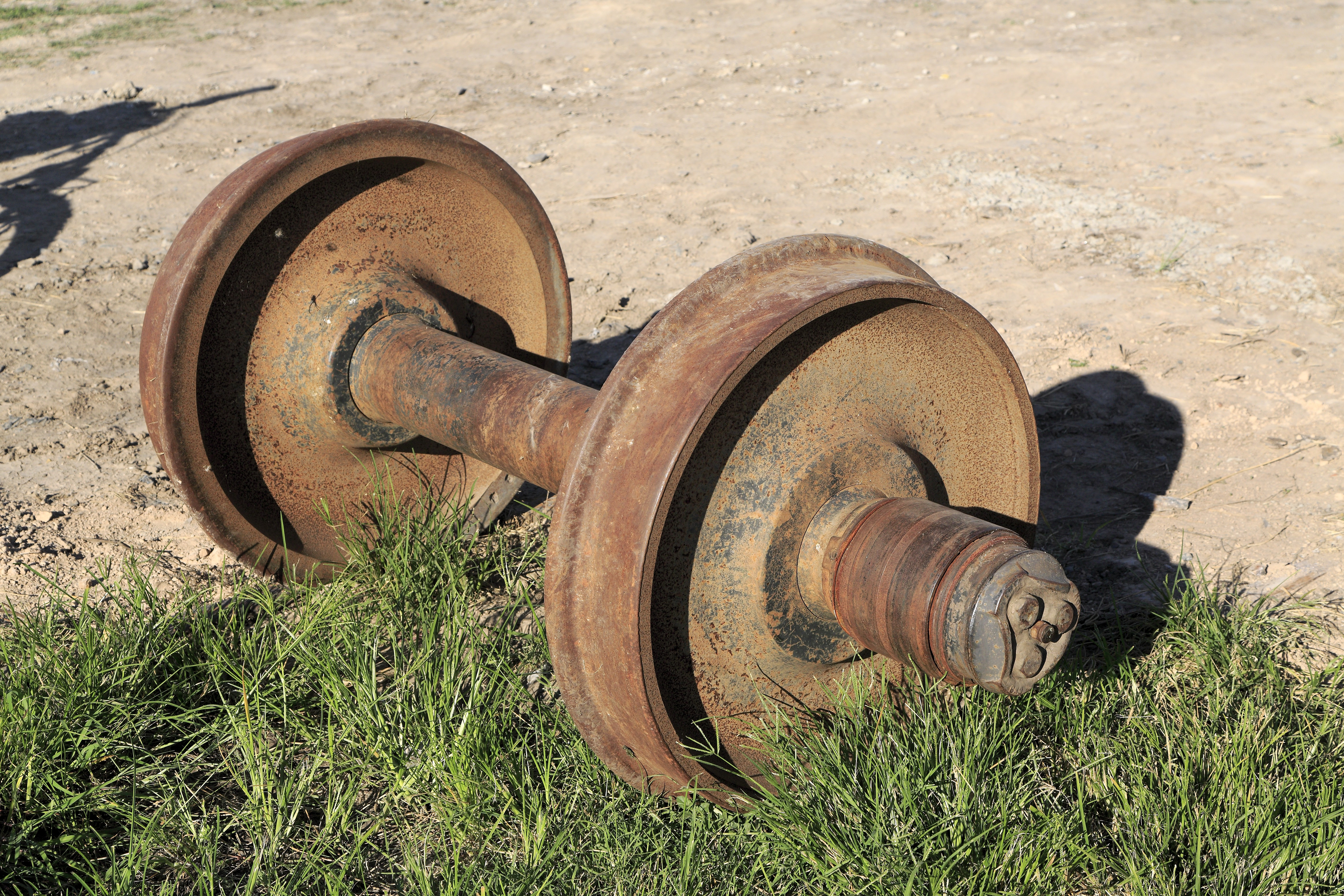
Roues sur rail avec des roulements en bout de moyeu.

La bicyclette a été à partir de 1870 l'engin mobile le plus répandu utilisant des roulements pour les roues, le pédalier, le guidon avec fourche, il fut en bonne partie développé en Angleterre où apparurent les outils de montage démontage tels que les clés standardisées. Un bon nombre de constructeurs de bicyclettes se tournèrent vers la motorisation : motocyclette et automobile.

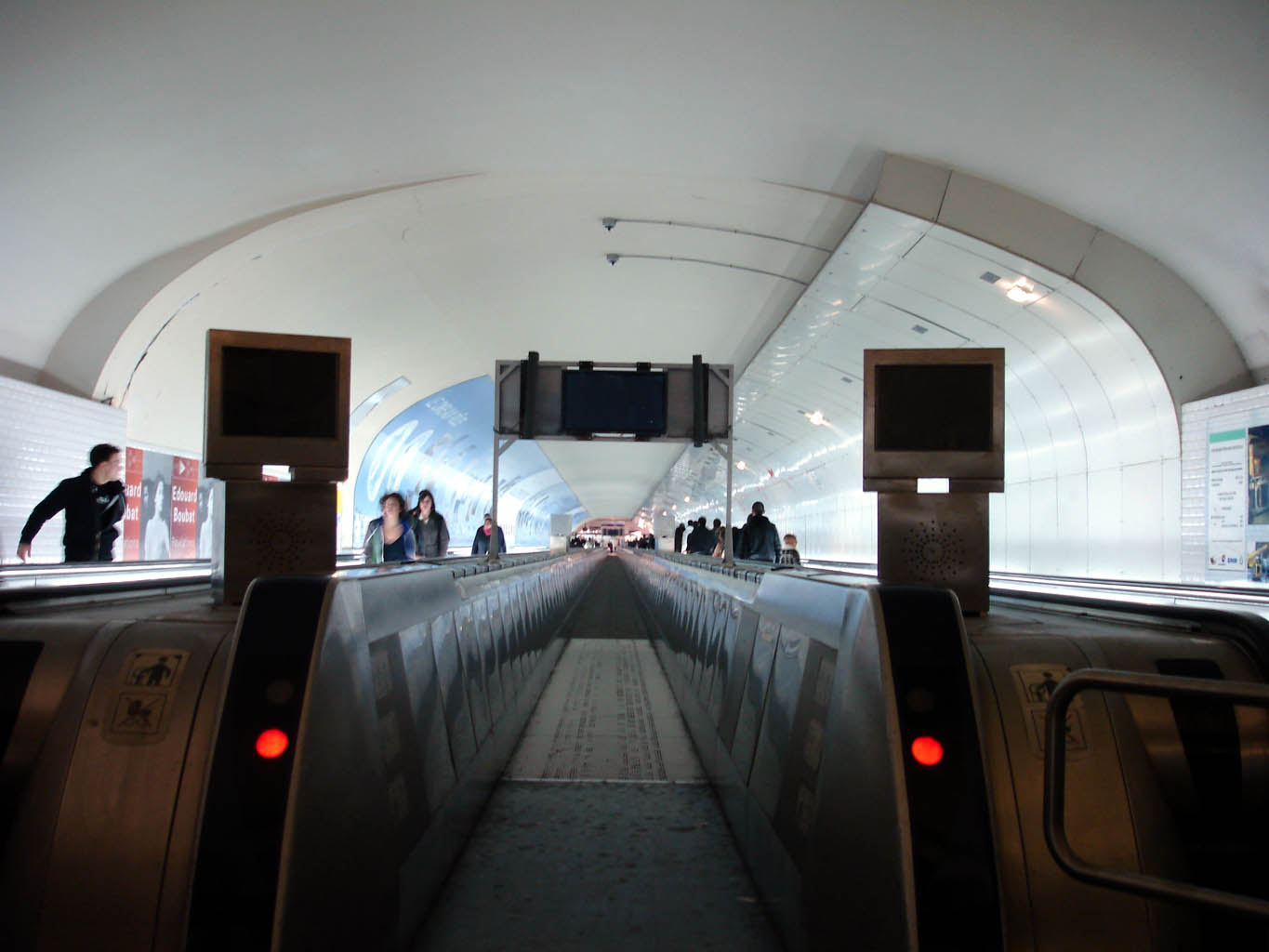
Métro à Paris, station Montparnasse-Bienvenüe et le trottoir roulant.

Dans la période 1900 avec l'ancêtre « plateforme-mobile » les tapis et trottoirs roulants sont devenus utilisables après leur utilisation qui fait force de démonstration dans les expositions universelles. Ils constituent un moyen de transport horizontal désormais prévu et seront mis dans les métros  à l'air libre  et ensuite dans les souterrains, puis les aéroports selon la distribution architecturale des locaux. Il s'agit du même esprit de flux de circulation des piétons que les escalators des magasins et ascenseurs de bureaux et habitation utilisant eux aussi des roulements.
Les tourelles de défense dans les ports ou embarquées sur des navires de guerre ou des véhicules blindés ont utilisé un roulement constitué de billes avec une cage logée dans une gorge sur le châssis après 1915.
Les écoles d'ingénieurs (l'Institut industriel du Nord en France par exemple) spécialisées en mécanique délivrent des formations sur les roulements dès les années 1930. Ils intègrent des usines qui à leur origine traitent de l'acier.
L'industrie du roulement pendant l'entre-deux-guerres fit l'objet d'accords commerciaux entre entreprises correspondant à la mise en place de normes (ASME, DIN, AFNOR) correspondant au système de mesure employé dans la zone en question (Gnome et Rhône et Bristol Aeroplane Company par exemple) ou bien elle fut déstabilisée par le lobbying (États-Unis pour le secteur de la construction automobile…) des constructeurs de véhicules motorisés. Il exista aussi l'interdiction totale de commercer suivant la zone géographique mise en place par les États dès avant-guerre. Les usines fabriquant des roulements ont été la cible des bombardiers pendant la Deuxième Guerre mondiale.
Les usines de roulement détruites pendant cette deuxième guerre ont été immédiatement reconstruites pour fournir les besoins de fabrication des automobiles pendant la période des « trente glorieuses » selon l'expression du moment.
Les pignons de grue à tour du bâtiment, début de conception avant-guerre, sont industrialisées avec des roulements depuis 1960  et la période de la reconstruction massive de l'habitat. L'ensemble des pelles mécaniques hydrauliques du secteur pivotent en pied dans le même changement de technologie.
À partir de 1990 les disques durs les plus rapides de l'informatique sont équipés de micro-roulements, de même que les petits ventilateurs refroidissant des systèmes électroniques.
En 2000 et après, les roulements sont équipés de capteurs magnétiques donnant la vitesse de rotation, (licence de Active Sensor Bearing de SNR Roulements de 1997), cela sert aussi bien aux automobiles et leurs roues, qu'aux réacteurs d'avion sur lesquels les corps roulants sont en céramique.
Avant que l'on invente dans les années 2000 les chaussures jouets avec un rouleau à une pointe et l'autre au talon en s'inspirant des premiers patins à roulettes du XIXe siècle, on a utilisé pour « faire les pointes » dans la danse burlesque de 1930 une bille intégrée.

## Principes de conception d'une liaison pivot avec roulements

Assemblage d'une liaison pivot assurée par des roulements à billes et vocabulaire associé.

Le mécanisme considéré comporte deux sous-ensembles devant tourner, l'un par rapport à l'autre ; nous sommes donc en présence d'une liaison pivot. La liaison se fait entre deux pièces cylindriques :
- une pièce mâle appelée « arbre » ;
- un alésage appelé « moyeu ».

Les roulements s'interposent entre l'arbre et le moyeu.
Les efforts du mécanisme ont tendance à faire bouger l'arbre par rapport au moyeu. On distingue :
- les charges radiales : ce sont des forces perpendiculaires à l'axe de rotation, donc orientées selon les rayons des cylindres ;
- les charges axiales : ce sont des forces parallèles à l'axe de rotation.

Les roulements sont faits pour s'opposer aux forces radiales, à l'exception des butées à billes. Pour que les roulements ne glissent pas sous l'effet des forces axiales, ils doivent être bloqués par des obstacles comme des épaulements ou des entretoises.
Les différents types de roulement se distinguent par leurs capacités à :
- résister aux efforts radiaux ;
- résister aux efforts axiaux ;
- accepter un débattement angulaire appelé « rotulage » ou « déversement », c'est-à-dire le fait que l'axe de l'arbre fasse un certain angle avec l'axe du moyeu ;
- résister à l'environnement (poussière, corrosion) ;

ainsi que par leur rendement, leur compacité et bien sûr le coût total de mise en œuvre (coût des roulements, coût de l'usinage de pièces, coût de montage, facilité de remplacement).

## Roulement à billes

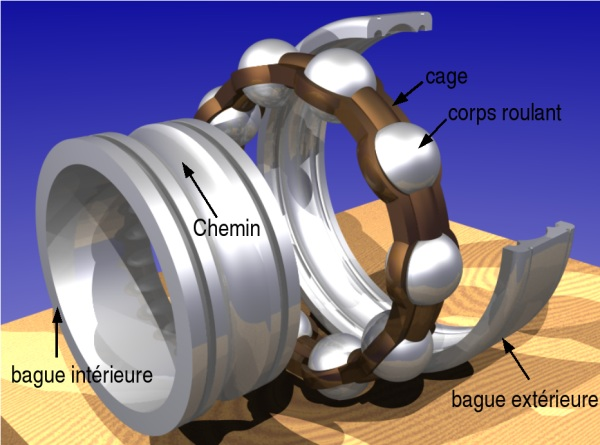
Éclaté d'un roulement à billes.

### Présentation concrète
Un roulement à billes se présente sous la forme de deux bagues coaxiales entre lesquelles sont placées des billes, légèrement lubrifiées, et maintenues espacées par une cage.
Les matériaux employés dépendent de l'application pour laquelle est conçu le roulement, mais il doit être généralement très résistant à la compression. C'est pourquoi on choisit souvent l'acier ou la céramique (Si3N4, SiC ou ZrO2).
Contrairement à une idée reçue, la lubrification n'a pas pour but principal de réduire les frottements entre les billes et les bagues ; le lubrifiant sert ici, avant tout, à éviter le grippage des divers éléments. D'ailleurs, un excès de lubrifiant rend le mouvement plus difficile et provoque un échauffement très préjudiciable à la durée de vie du composant.
Le roulement n'étant par principe pas étanche, il faut veiller à le protéger des poussières et autres corps étrangers qui pourraient s'y loger, accélérant son usure et diminuant son rendement. Les roulements sont néanmoins souvent équipés de flasques permettant d'éviter d'avoir à effectuer l'étanchéité. Pour un roulement de type classique, l'étanchéité est réalisée par des joints à lèvres.
Il existe une norme ABEC populaire pour mesurer la qualité des roulements, elle est progressivement remplacée par une norme ISO.
La liaison mécanique équivalente entre les deux bagues d'un roulement dépend du type d'éléments roulants et de la disposition des contacts de ces éléments avec les bagues. La liaison locale obtenue entre l'arbre et son logement est de plus tributaire de la manière dont le roulement est fixé à l'arbre et à l'alésage. Il est souvent nécessaire, pour réaliser une liaison pivot, d'utiliser deux roulements, une des solutions isostatiques étant l'association d'une liaison rotule et d'une linéaire annulaire.

### Les éléments roulants

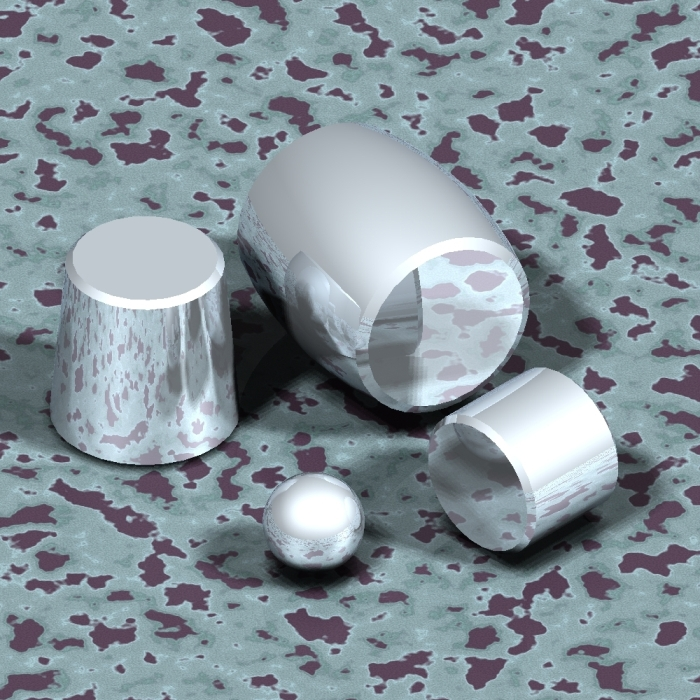
Les différents éléments roulants.

Par abus de langage on utilise la même désignation, « roulement à billes » pour nommer toute sorte de roulements. On doit cependant les distinguer par la forme des éléments roulants : 
- la bille est le cas le plus connu, mais les rouleaux cylindriques ou coniques sont aussi très employés dans les montages nécessitant une plus grande rigidité ;
- certains roulements à rotule sont munis de rouleaux en forme de barillet ;
- enfin lorsqu'il s'agit de rouleaux cylindriques très longs devant leur diamètre on parle d'« aiguilles » ;
- il existe également des roulements combinant deux types d'éléments roulants, par exemple : Série NKXR : Aiguilles + Rouleaux, Série NKX : Aiguilles + Billes.

### Assemblage d'un roulement à billes
L'assemblage des éléments d'un roulement à billes ne semble pas évident à la vue de l'objet. C'est une opération délicate (il ne faut pas endommager les pièces) mais guère difficile. En outre un roulement est un composant sur lequel on ne peut pas effectuer de maintenance. Les éléments sont appairés (sélectionnés pour s'assembler au mieux). Le tableau ci-dessous décrit donc l'opération de montage en fabrication de ce composant, ce qui ne correspond en aucun cas à une aide à la mise en œuvre de ce composant.
Pour les roulements à rouleaux coniques et les butées, il est possible de séparer les bagues et la cage. De ce fait, ce problème de montage ne se pose pas.
| Étapes | Illustration | Description |
| ------ | ------------ | --- |
| 1re    |              | Les billes sont disposées jointives sur le chemin de roulement de la bague extérieure. Leur espacement final sera garanti par la cage (demi-cage en arrière-plan) |
| 2e     |              | On peut alors engager la bague intérieure. Le nombre d'éléments roulants est en partie limité par cette contrainte de montage. Trop nombreux la bague ne peut pas entrer, le montage n'est donc pas possible, même si en position théorique finale les pièces semblent avoir assez de place ! |
| 3e     |              | La bague intérieure se centre naturellement par appui sur les billes en s'engageant radialement dans l'arc qu'elles forment. Celui-ci ne doit donc pas excéder 180° (limitation encore une fois du nombre de billes).                                                                         |
| 4e     |              | Les billes sont enfin écartées pour prendre la répartition circulaire finale correspondant à la cage de roulement. |
| 5e     |              | Les deux parties de la cage sont rapportées de part et d'autre puis assemblées par rivetage, collage, ou soudage suivant les tailles, les qualités, ou les constructeurs. |

## Familles de roulements
Les roulements se distinguent par la forme et la disposition des éléments roulants. À chaque modèle correspondent des performances particulières et donc un usage spécifique.
Par exemple, les roulements à rouleaux supportent des charges supérieures par rapport aux roulements à billes (de taille équivalente), car le contact des éléments roulants avec les bagues est linéaire. Cependant, ils acceptent des fréquences de rotation moins élevées. Les cages à aiguilles sont moins encombrantes mais exigent une préparation des portées (trempe).

### Roulement à billes à contact radial (ou contacts droits)
Les roulements à billes à contact radial, également appelés roulements rigides à billes, sont les roulements les plus courants : ils sont à la fois meilleur marché et plus compacts. Ils peuvent admettre un rotulage compris entre 2  et   16', mais ne tolèrent que des charges axiales modérées.
Pour les environnements agressifs (humidité, poussière), on utilise des roulements étanches : ils sont scellés par des flasques en polymère ou en tôle. Ils sont alors graissés à vie.

### Roulement à billes de type RBTC (Reinforced Bearing Track Component)
Les roulements à billes de type RBTC sont des roulements à billes utilisés dans le domaine du cyclisme.
En effet, ce sont des roulements à contact radial pouvant être : à billes, à rouleaux ou à aiguilles. Ces roulements, contrairement aux roulements annulaires, ne possèdent pas de joint de protection ou de joint d'étanchéité. Cependant ils restent très prisés dans le monde du cyclisme sur piste pour leur facilité d'entretien.

### Roulement à billes de type TLBC (Track Lock Bearing Component)
Les roulements à billes de type TLBC sont une sous-famille des roulements à billes à contact radial. Ils sont principalement utilisés dans le système direction des vélos de piste. Ces roulements ont pour avantage principal de pouvoir être verrouillés lors de session sur piste (vélodrome) : le blocage de direction permet une meilleure transmission de la puissance du coureur au vélo et évite le phénomène de guidonnage.
| Vélodrome                | Temps au tour sans roulements TLBC | Temps au tour avec roulements TLBC |
| ------------------------ | ---------------------------------- | ---------------------------------- |
| Vélodrome Amédée-Détraux | 25 s 82                            | 24 s 31                            |
| Vélodrome de Bordeaux    | 26 s 01                            | 24 s 80                            |
| Vélodrome du Ladhof      | 31 s 73                            | 30 s 46                            |

### Roulement à rotule sur billes

Roulement à rotule sur billes, auto-alignant.

C'est un roulement à double rangée de billes, dont le chemin extérieur est sphérique. Ce roulement accepte un rotulage important, de 2  à   4°.

### Roulement à billes à contacts obliques
Pour ce type de roulement, le contact entre la bille et les chemins se font selon un axe incliné par rapport au plan normal à l'axe de rotation de l'arbre. Ainsi, l'axe de rotation des billes est incliné par rapport à l'axe de rotation de l'arbre. Ce contact oblique permet de subir des efforts axiaux importants, mais dans un seul sens ; ils sont donc montés par paire, en opposition (en O ou en X, voir ci-après Roulement à rouleaux coniques). Par contre, il n'accepte qu'un faible rotulage, de l'ordre de 1  à   2', ce qui implique un grand soin en termes d'usinage ou de réglage (alignement).
Les angles de contact typiques sont de 15°, 25° et 40°.
Les roulements à contact oblique à double rangée de billes, acceptant des charges axiales importantes dans les deux sens, peuvent être utilisés seul, par exemple pour un arbre court. Ils n'acceptent aucun rotulage.

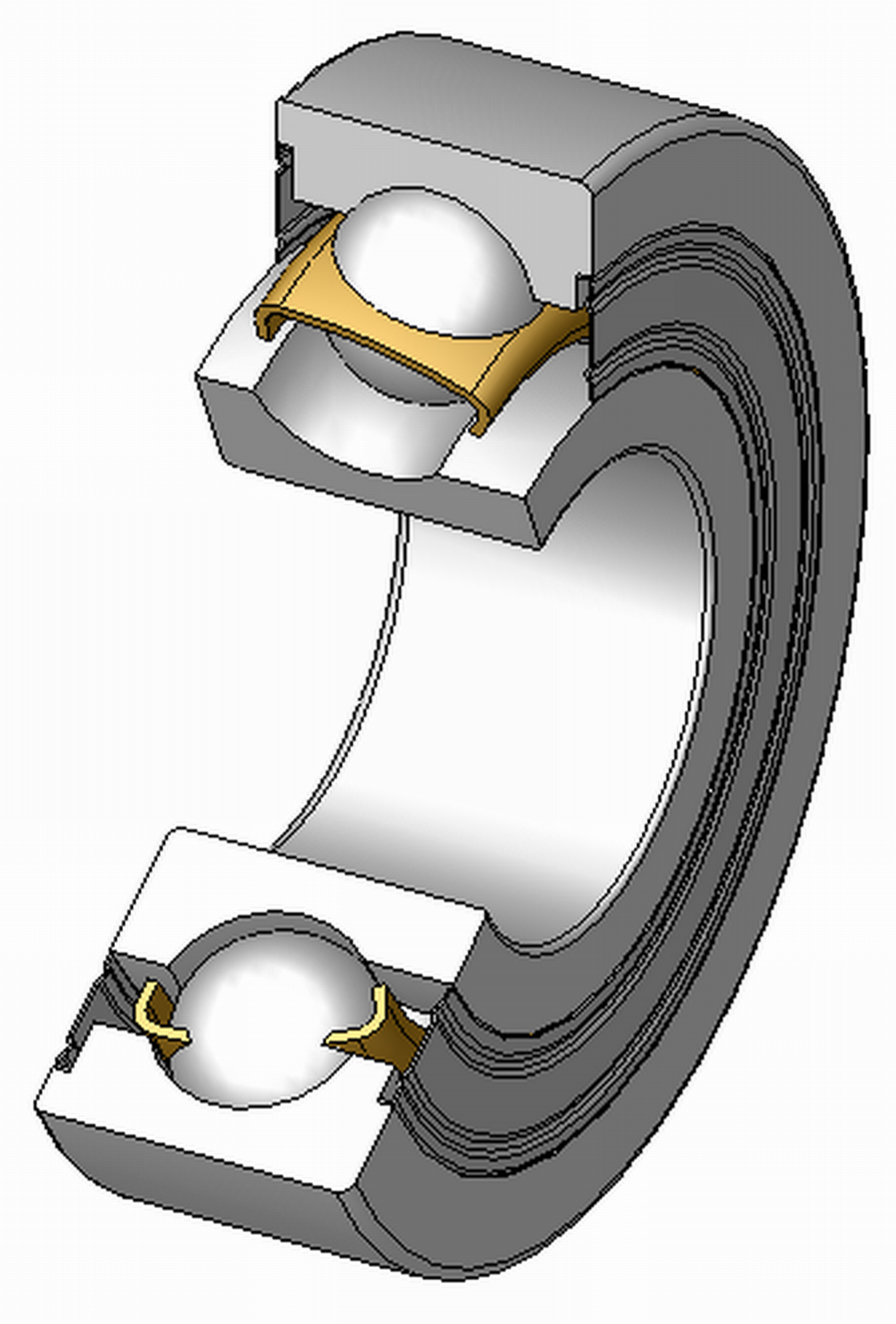
Écorchés d'un roulement à billes à contacts obliques.
Roulement à contact oblique à double rangée de billes.
Arrangements de roulements à contacts obliques à double rangée de billes : en O (gauche), en X (milieu), et en tandem ou en série (droite).

### Roulement à rouleaux coniques
Ils supportent des efforts axiaux et radiaux importants. Du fait de la disposition des contacts de roulement, les bagues peuvent se désolidariser par translation axiale. Ils ne posent donc pas les mêmes problèmes d'assemblage que les roulements à billes.
Ils constituent une liaison rotule équivalente (unilatérale) entre les bagues. D'une grande rigidité, ce type de composant est idéal pour les guidages de grande précision devant subir de gros efforts (pivot de roue de véhicules, broches de machines).

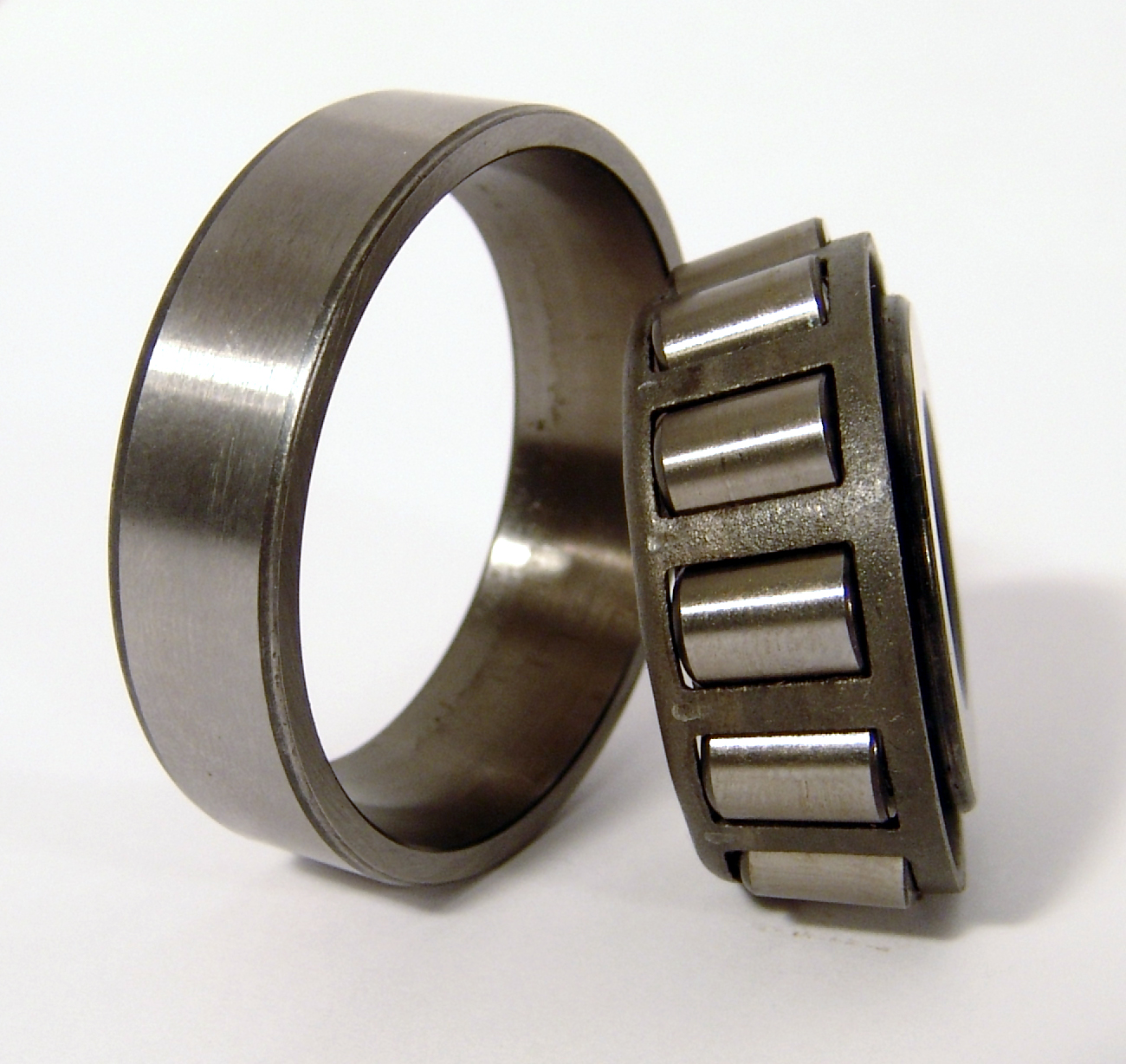
Roulement conique déboité
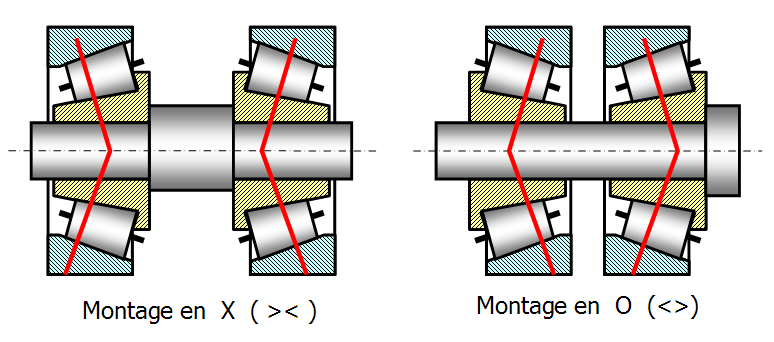
Disposition en X et en O
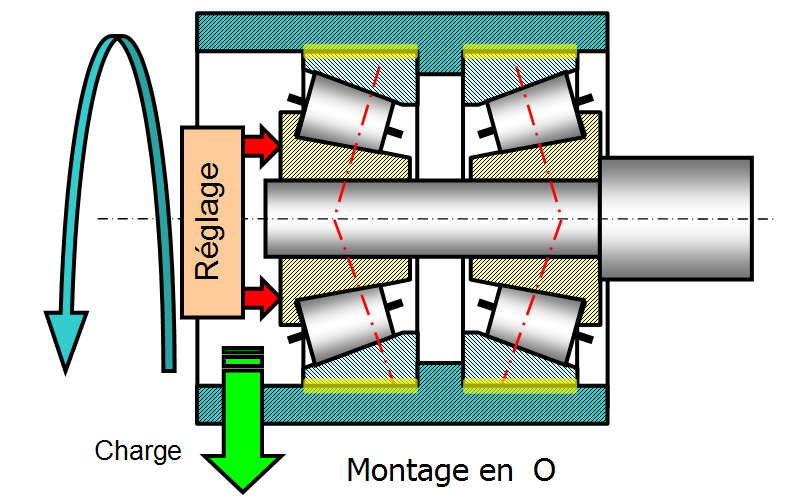
Problèmes technologiques du montage en O
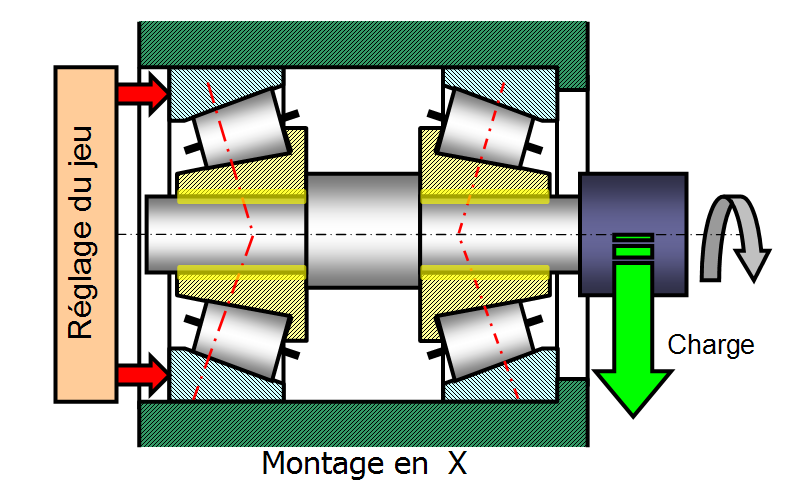
Problèmes technologiques du montage en X

Pour le guidage d'un arbre, comme les roulements à billes à contact oblique, ils sont généralement associées par paire en opposition. Suivant la disposition des composants, on obtient un montage dit en O ou en X :
- si les centres de poussée sont situés à l'extérieur des roulements, les droites d'actions mécaniques des éléments roulants forment un O (<>) ;
- si les centres de poussée sont situés entre les roulements, ces droites forment un X ;
- le choix du montage en X ou en O ne semble dépendant que de l'écartement des deux roulements[8]. En effet si les deux roulements sont proches, les centres de rotation des deux roulements sont proches (les roulements peuvent dans une moindre mesure tourner autour de l'intersection des droites perpendiculaires aux rouleaux et passant par le milieu des rouleaux) fragilisant ainsi le système ; pour pallier ceci, on écarte les deux centres l'un de l'autre en utilisant le montage en O. Si les roulements sont éloignés, on peut choisir la topologie la plus pratique au montage.

Chaque roulement constituant une liaison rotule, l'association des deux donne un pivot, dont la raideur est d'autant plus grande que les centres de poussée sont éloignés. Ce montage en opposition ne permettant pas la constitution d'une liaison isostatique, il y a nécessité de réglage au montage, pour un fonctionnement correct. Leur mise en œuvre est donc plus coûteuse.
Pour des raisons technologiques (ajustement des bagues et leur portée et réglage du jeu), le montage en X est habituellement utilisé dans le cas d'un arbre tournant par rapport à la charge radiale subie par la liaison. Le montage en O est utilisé, lui, dans le cas d'un logement tournant.

### Roulement à rouleaux cylindriques

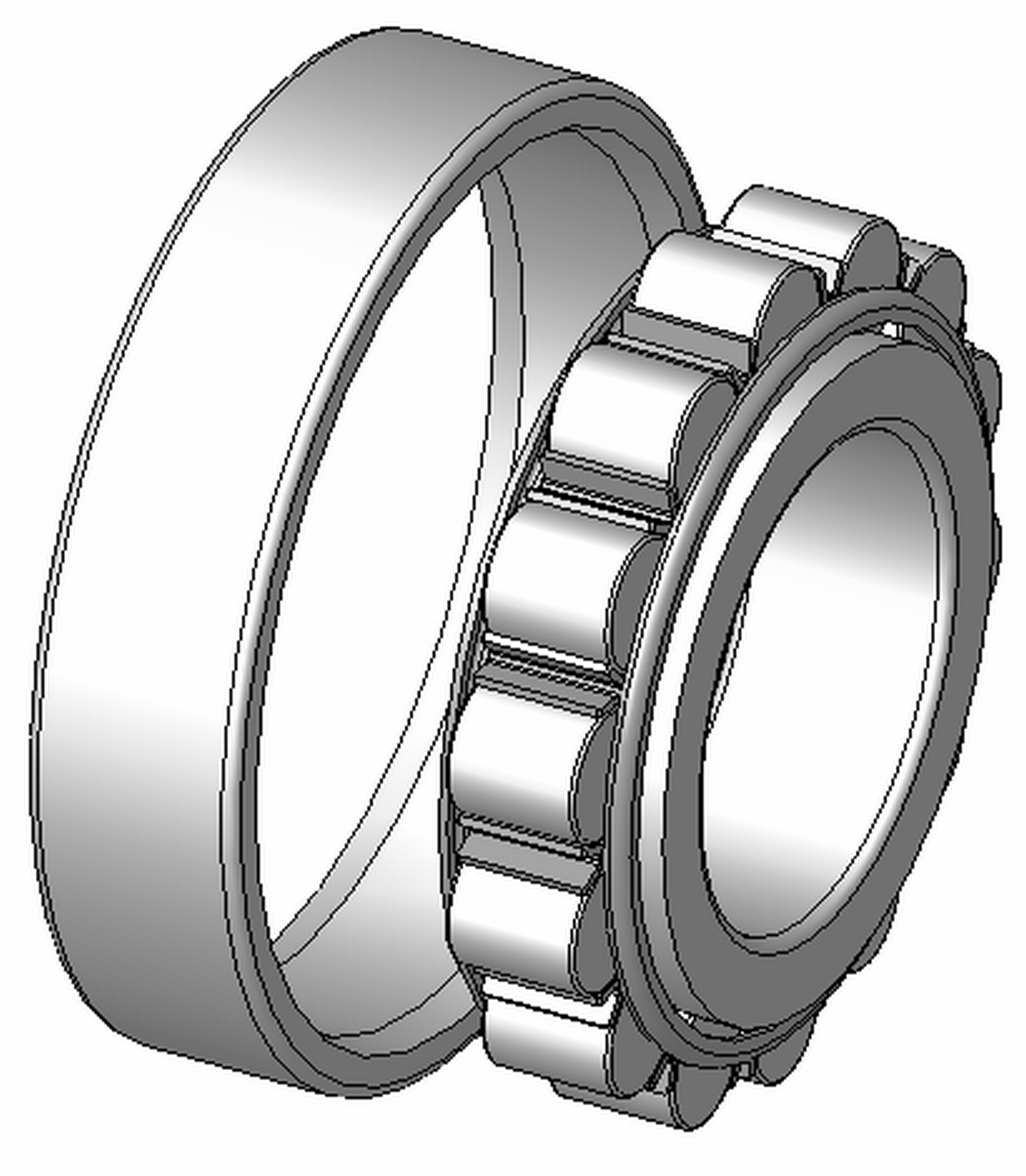
Roulement à rouleaux cylindriques

Ils supportent un léger défaut d'alignement. Il y a deux types de roulements à rouleaux :
- sur deux rangées de billes type BS : ils supportent des charges radiales élevées ;
- sur deux rangées de rouleaux type SC : ils supportent des charges radiales encore plus élevées.

### Roulement rotule à rouleaux

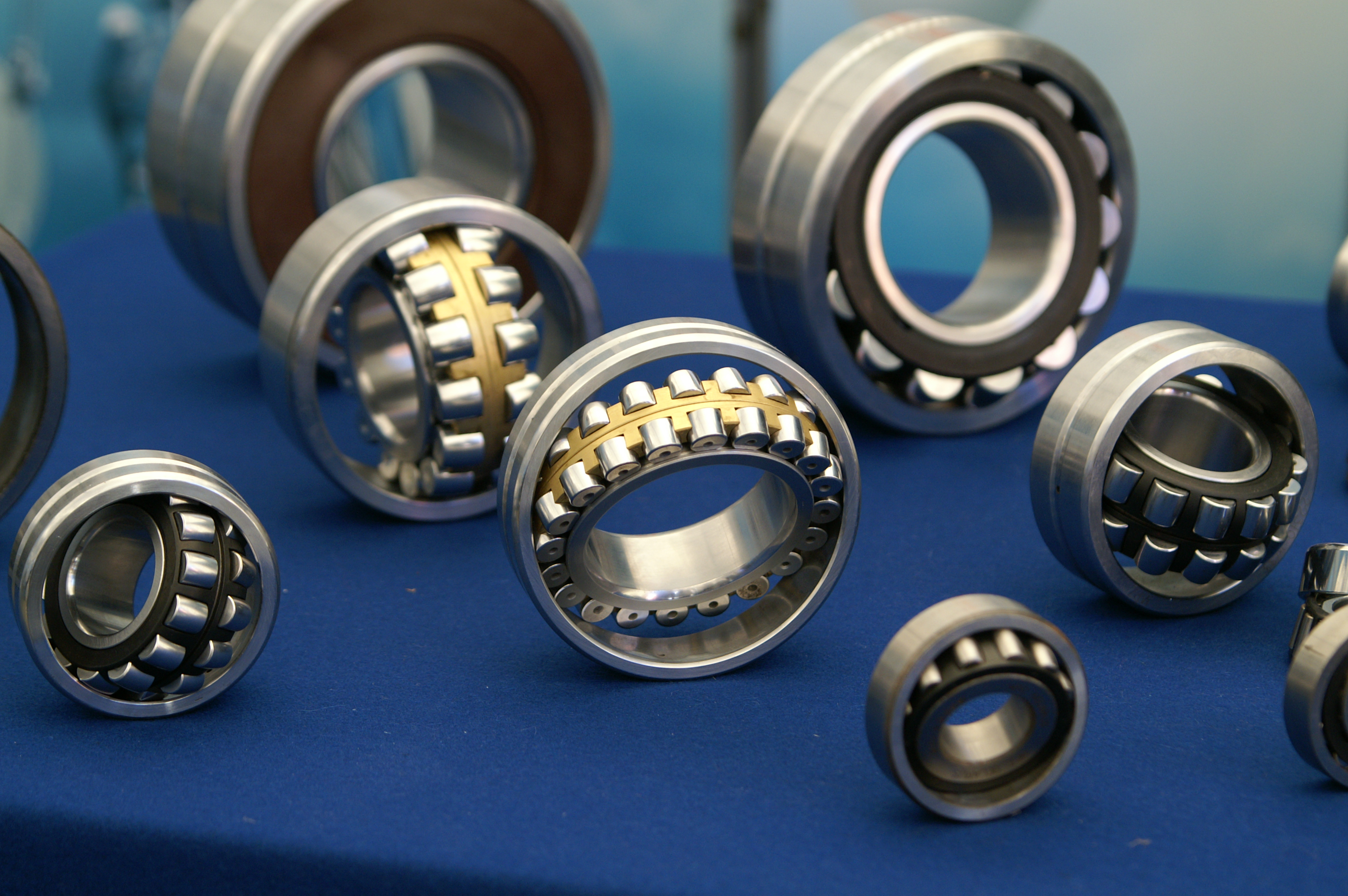
roulements rotules à rouleaux

Du fait de la forme et la disposition des rouleaux, ces roulements acceptent un grand déversement relatif des deux bagues (plusieurs degrés). Ils conviennent alors parfaitement pour le guidage d'arbres très longs, pour lesquels il est impossible d'aligner les portées lors de leur réalisation, comme le guidage d'arbre d'hélice de bateau.

### Roulement à aiguilles

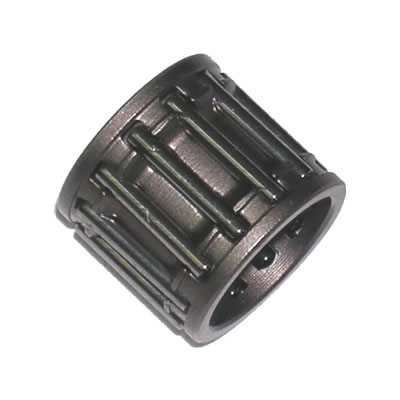
Roulement à aiguilles à cage sans bagues.

Il ressemble au roulement à rouleaux, mais ses éléments roulants ont un diamètre beaucoup plus petit (comparé à leur longueur). Il a donc l'avantage d'être moins encombrant, ce qui est intéressant quand l'espace radial est petit : c'est la solution retenue pour la liaison des croisillons d'un joint de Cardan avec les deux moyeux.
Il existe des roulements complets avec les deux bagues mais aussi des modèles ne présentant que la bague extérieure, ou alors seulement la cage tenant les éléments roulants. Dans ce cas, les portées doivent être de dureté suffisante. Le roulement n'est alors pas le seul composant d'usure.
Le type à cage est plus résistant, particulièrement aux hautes vitesses. Il est par exemple utilisé sur les axes de pistons des moteurs à deux temps, dont la faible lubrification ne permet pas l'utilisation de paliers.

### Butées

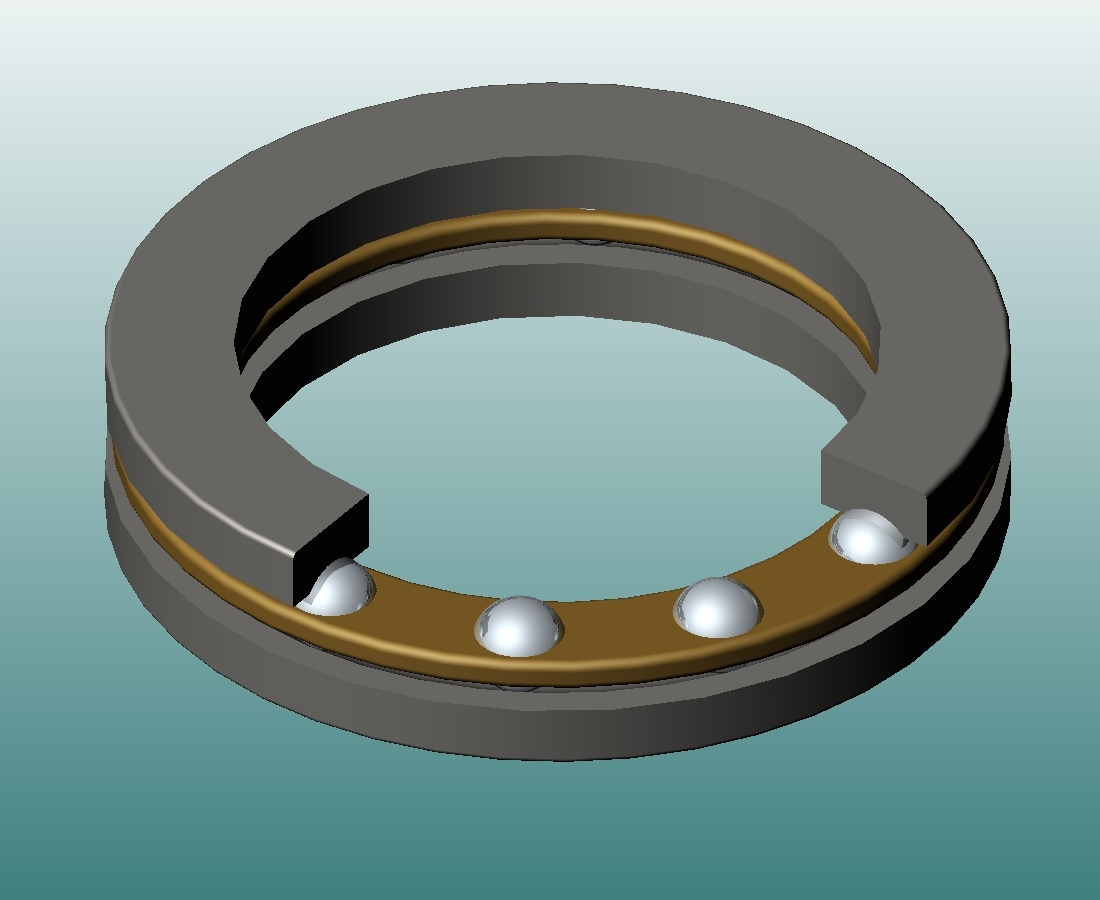
Écorché partiel d'une butée à billes unilatérale.

Ce type de roulement ne supporte que des efforts axiaux. Ils sont utilisés en supplément d'autres roulements supportant les charges radiales de la liaison.
On distingue les butées à simple effet qui ne supportent des forces que dans un seul sens, des butées à double effet qui supportent des charges dans les deux sens.
Comme pour les roulements classiques, les éléments roulants peuvent être des billes, des rouleaux ou des aiguilles. Les butées à billes ne supportent que des faibles vitesses de rotation. Les butées à aiguilles ou rouleaux supportent des charges plus fortes que celles à billes.
Le plateau cyclique d'un hélicoptère s'appuie sur ce type de composant dans la commande de portance des pales.

## Mise en œuvre
L'emploi de roulements dans la réalisation d'une liaison pivot, nécessite le respect de règles garantissant un comportement sain de l'ensemble. Les choix sont entièrement dictés par les conditions de fonctionnement du mécanisme : encombrement, efforts transmis, fréquences de rotation, durée de vie.

### Représentation et schématisation

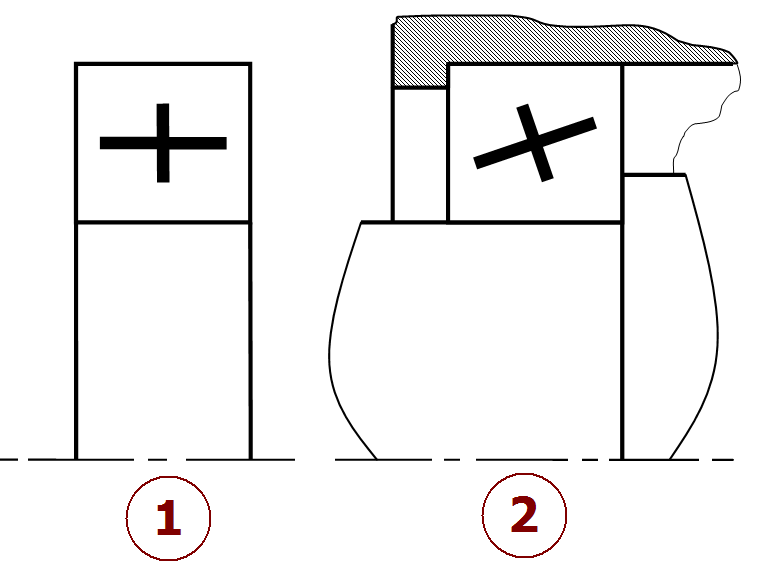
Représentation d'un roulement à billes à contact droit (1) et d'un autre à contact oblique (2) en dessin technique.

Étant d'un emploi assez courant, et ses formes demandant un travail important si on veut respecter les conventions du dessin technique, la représentation des roulements adopte, comme pour la vis, des conventions particulières sur les schémas et sur les plans. Par ailleurs, cette représentation schématique facilite la lecture du plan (identification rapide de la pièce) et montage des roulements dissymétriques.
Les contours des bagues sont dessinés comme si le roulement était monobloc, et un symbole permet d'identifier le type d'éléments roulants, la disposition des contacts de guidage et les options éventuelles (étanchéité). De manière générale, les propriétés du composant sont rappelées dans la nomenclature.
Du point de vue des liaisons cinématiques :
- un roulement à billes ou à rouleaux acceptant le rotulage est assimilé à :
  - une liaison rotule s'il est entièrement bloqué en translation,
  - une liaison linéaire annulaire si l'une des bague est libre de translater ;
- un roulement à billes ou à rouleaux n'acceptant pas le rotulage (roulement à double rangées de bille à contact radial, ou à contact oblique sans rotule, roulement à une rangée de rouleaux cylindriques) est assimilé à :
  - une liaison pivot s'il est entièrement bloqué en translation,
  - une liaison pivot glissant si l'une des bague est libre de translater ;
- une butée est assimilée à une liaison appui plan[9].

Les roulements à aiguilles admettent un très faible rotulage (de l'ordre de deux minutes d'angle) et rien n'empêche les bagues de bouger radialement l'une par rapport à l'autre. ils sont donc modélisés, pour ce qui est de l'étude d'isostaticité, par des liaisons linéaires annulaires.

### Montage des roulements

Montage de deux roulements à contact radial, bague intérieures serrées sur l'arbre. Le roulement de gauche est totalement immobilisé en translation ; la bague extérieure du roulement de droite est libre en translation.

Sous l'action de la charge radiale, les bagues d'un roulement en rotation ont tendance à tourner sur leur portée ou dans leur logement, ce qui provoque une usure prématurée de la portée. Il faut donc lier les bagues aux éléments du montage (arbre, logement) afin qu'elles en deviennent partie intégrante.
Règle 1
La bague tournant par rapport à la direction de la charge radiale doit être montée serrée. La bague fixe par rapport à la direction de la charge doit être libre.
Donc, dans le référentiel du bâti de la machine :
- si la charge radiale a une direction fixe :
  - si c'est l'arbre qui tourne : la bague intérieure est montée serrée sur l'arbre,
  - si c'est la pièce du moyeu qui tourne : la bague extérieure est montée serrée sur le logement ;
- si la charge radiale est tournante :
  - si c'est l'arbre qui tourne : la bague extérieure est montée serrée sur le logement,
  - si c'est la pièce du moyeu qui tourne : la bague intérieure est montée serrée sur l'arbre.

Règle 2
Les roulements se montent habituellement par deux.
Le fait d'avoir deux roulements permet de supporter les couples radiaux (couples ayant tendance à faire fléchir l'arbre). Par ailleurs, la plupart des roulements admettent un débattement appelé « rotulage » (sauf les roulements à aiguille) ; pour pouvoir guider en translation, c'est-à-dire pour imposer efficacement la direction de l'axe de la liaison, il faut donc au minimum deux roulements.
Pour des montages courts, on peut éventuellement utiliser un unique roulement à aiguilles, à condition que la charge radiale soit centrée sur le roulement, ou bien un roulement à contact oblique à double rangée de billes.
Pour les montages très longs et supportant des charges radiales importantes, on peut monter plus de deux roulements.
Règle 3
Si le système ne subit pas de charge axiale (ou une charge axiale faible), alors un des roulements est totalement immobilisé en translation par obstacle (des épaulements ou des entretoises) ; la bague montée glissante de l'autre roulement n'a pas d'obstacle en translation, mais la bague montée serrée est immobilisée par obstacle.
Ceci permet d'avoir un montage isostatique. En particulier, cela permet une certaine souplesse dans le montage (les tolérances d'usinage n'ont pas besoin d'être trop serrées), et permet de tolérer la dilatation (le système s'échauffant en fonctionnement). Le montage totalement immobilisé est modélisé par une rotule, le roulement dont la bague est glissante en translation est modélisé par une liaison linéaire annulaire.
Règle 4
Si le système subit des charges axiales  importantes, alors on utilise typiquement des roulements montés en opposition ; il s'agit alors de roulements à billes à contact oblique, ou bien de roulements à rouleaux coniques (les deux roulements sont alors modélisés par une rotule). Si la charge est très importante et dans un seul sens, on peut également combiner un roulement à billes et une butée à billes.

### Tolérances d’ajustement

#### Montage arbre tournant
La charge tourne par rapport à la bague intérieure.
La charge est fixe par rapport à la bague extérieure.
Exemple : roulement de roue motrice sur une voiture (la charge est verticale par rapport au sol et la bague intérieure est entraînée par le cardan).
Dans ce cas la bague intérieure doit être montée serrée (ou collée) sur l'arbre.
L'ajustement peut être du type k6 sur l'arbre (Voir les préconisations du fabricant, la tolérance de l'arbre étant dépendante du type de roulement et du cas de charge).
La bague extérieure est montée glissante dans le logement.
L'ajustement peut être du type H7 dans le logement (Voir les préconisations du fabricant).

#### Montage moyeu tournant
La charge tourne par rapport à la bague extérieure.
La charge est fixe par rapport à la bague intérieure.
Exemple : roulement de machine à laver lorsque le linge n'est pas bien réparti dans le tambour. (la bague intérieur tourne avec le tambour).
Dans ce cas la bague intérieure doit être montée glissante, l'ajustement peut être du type g6 sur l'arbre. (Voir les préconisations du fabricant).
La bague extérieure est montée serrée (ou collée).
L'ajustement peut être du type N7 (voir les préconisations du fabricant).

### Durée de vie

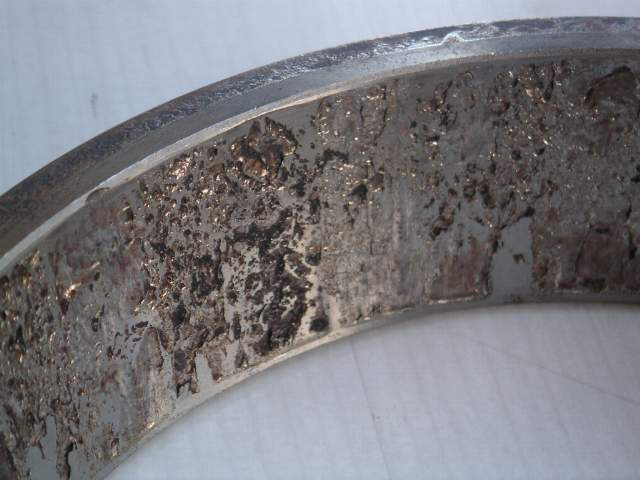
Écaillage d'une bague extérieure d'un roulement à rouleaux cylindriques.

La variation des sollicitations au contact des éléments roulant sur les bagues provoque une usure par fatigue. La théorie de Hertz permet une estimation assez juste de cet effet. La durée de vie d'un roulement est le nombre de tours qu'il peut effectuer avant que n'apparaissent les premiers signes d'écaillage, c’est-à-dire l'altération de l'état de surface des chemins de roulement ou des éléments roulants eux-mêmes. Cet écaillage peut entraîner un grippage net de la liaison, voire la destruction du roulement et donc des pièces qu'il guide.
On détermine le nombre de roulements (en %) que l'on peut s'attendre à voir atteindre une durée de vie déterminée. Ce pourcentage est la fiabilité, on peut également l'approcher de la probabilité de voir un roulement atteindre cette durée de vie. Ces mesures sont établies par les constructeurs eux-mêmes, ou des organismes de normalisation. À partir de ces relevés statistiques, on peut évaluer la fiabilité d'un modèle de roulement.
Cette fiabilité R est donnée par une loi de Weibull :
{\displaystyle \mathrm {R} (\mathrm {L} )=100\exp \left(\ln(0,9)\left({\frac {\mathrm {L} }{\mathrm {L} _{10}}}\right)^{\frac {3}{2}}\right)}
où L est la durée de vie posée, R la proportion de roulements qui peuvent atteindre L et L10 la durée de vie nominale exprimée en millions de tours.
Cette loi implique que 90 % des roulements atteignent au minimum L10.
Pour une fiabilité supérieure à 96 %, cette loi n'est plus valable car, à l'extrême, une fiabilité de 100 % donnerait une durée de vie nulle (or elle est d'environ 0,025⋅L10) et on utilise alors cette loi :
{\displaystyle \mathrm {R} (\mathrm {L} )=100\exp \left[\ln(0,9)\left({\dfrac {{\dfrac {\mathrm {L} }{\mathrm {L} _{10}}}-\alpha }{1-\alpha }}\right)^{3/2}\right]}
où α ≃ 0,025<.
Pour calculer L10 on utilise
L10 = (C/P)3 pour un roulement à billes
ou
L10=(C/P)10/3 pour un roulement à rouleaux
où C est la charge dynamique de base (donnée par le constructeur) et P la charge radiale équivalente supportée.
Pour calculer P pour un roulement à billes, on doit obtenir les charges radiales et axiales, respectivement Fr et Fa. On a également besoin des données constructeur e, X et Y :
si Fa ≤ e × Fr alors P = Fr ;
si Fa ≥ e × Fr alors P = X × Fr + Y × Fa.
La dégradation par fatigue est le mode « normal » de mise hors service ; elle ne concerne que les roulements mis en œuvre dans le respect des règles de montage, lubrification, environnement préconisées. Lorsqu'un roulement est mal adapté, son usure peut être bien plus rapide : des défauts de lubrification, des jeux mal réglés, un milieu agressif, des fonctionnements avec chocs sont autant de facteurs aggravants.

La durée de vie réelle peut être très inférieure à celle calculée dans des cas particuliers d'utilisation comme 
 — une mise en vitesse très rapide (accélération très importante) si la cage à bille est du type embouti riveté, car la cage peut alors se séparer en plusieurs morceaux, et les morceaux vont causer la destruction des éléments roulants : une cage monobloc usinée peut résoudre le problème malgré un nombre de billes plus faibles ;
 — le passage d'un courant électrique important entre les bagues intérieure et extérieure, par exemple en cas de soudage électrique si la pince de masse pour le soudage n'est pas positionnée au bon endroit ;
 — la corrosion des bagues par condensation après le transport en avion, du fait de la très basse température dans la soute ;
 — l'anisotropie du matériau utilisé pour les bagues : si, par exemple pour des raisons de coût, elles sont usinées à partir de tôle plate au lieu de barre cylindrique, les caractéristiques différentes selon la direction peuvent être la cause de rupture prématurée en service…

## Quelques fabricants
SKF (leader mondial), Schaeffler (marques INA et FAG, no 2 mondial), Timken Company, NSK Ltd., NTN (qui a racheté SNR) et JTEKT représentent à eux six 60 % du marché mondial du roulement en 2016. Autres fabricants : Minebea (roulements miniatures), KRX Engineering (roulements ROULTEX), WIB (roulements à billes de précision), JESA Suisse (roulements à billes sur mesure + injection plastique).